# Kressenborn (Bornaibach)
Koordinaten: 51° 14′ 53,4″ N, 9° 54′ 54,5″ O
Der Kressenborn ist eine als Naturdenkmal ausgewiesene Karstquelle nahe Frankershausen im hessischen Werra-Meißner-Kreis. Er speist wie der benachbarte Breitenborn den Berka-Zufluss Bornaibach.

## Beschreibung
Der Kressenborn liegt im Geo-Naturpark Frau-Holle-Land (Werratal.Meißner.Kaufunger Wald) nördlich des Berkataler Ortsteils Frankershausen zwischen den beiden Teilbereichen des Naturschutzgebiets Kripp- und Hielöcher, etwa 100 m westlich des Breitenborns. Der Abfluss beider Quellen bildet den Bornaibach, der schon nach ungefähr 200 m die Oberdorfer Mühle und 500 m weiter bachabwärts die Blaumühle betreibt und in Frankershausen in die Berka mündet. Das Quellwasser des Kressenborns entspringt unter einem Holunderbusch, fließt dann in eine aufgestaute kleine Senke und unterquert einen Feldweg.
Nahe den beiden Karstquellen befand sich im 15. Jahrhundert der Ort Borne, dessen Name auf die Quellen zurückgeht.

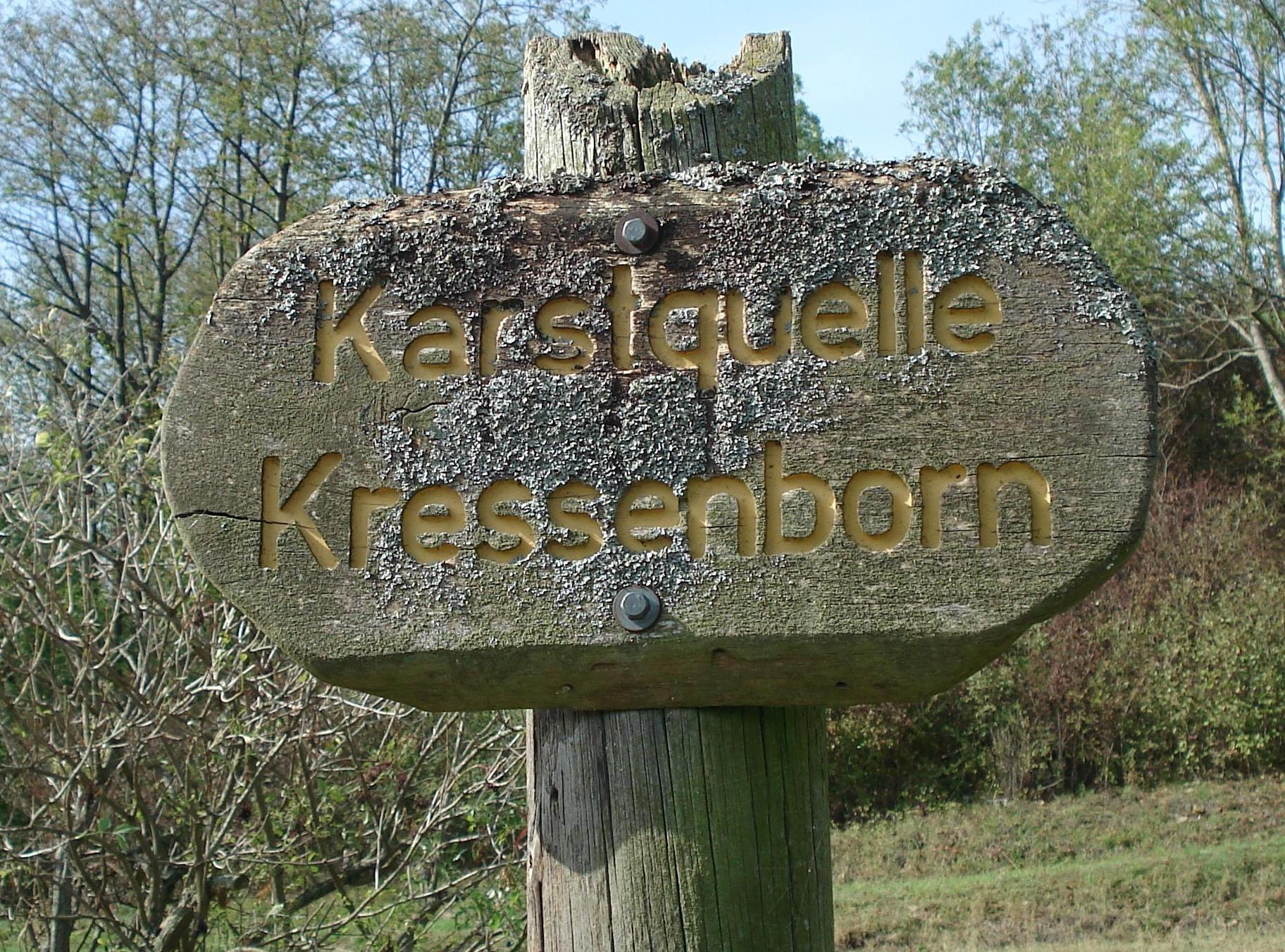
Schild: Kressenborn
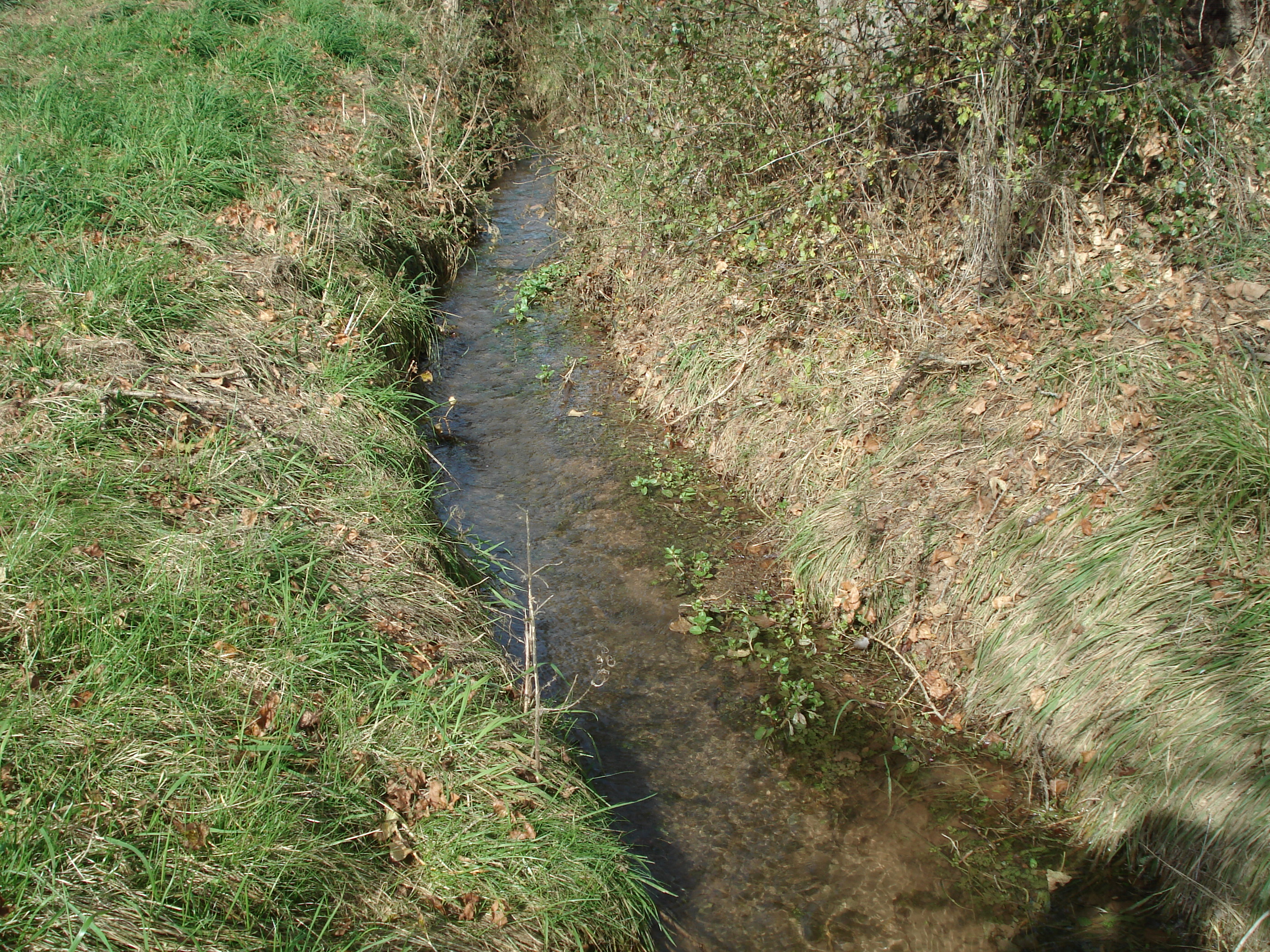
Abfluss der Quelle